# Ectophasia flaviventris
Ectophasia flaviventris là một loài ruồi trong họ Tachinidae.